# Flotte fantôme russe
La flotte fantôme russe désigne un groupe de navires pétroliers utilisés par la Russie pour exporter son pétrole malgré les sanctions internationales durant l'invasion de l'Ukraine par la Russie.
Ces navires, généralement vieux et mal assurés, sont principalement enregistrés sous des pavillons de complaisance.
Cette flotte a été développée pour contourner les restrictions imposées par les sanctions économiques et permettre à la Russie de continuer à financer sa guerre en Ukraine. Environ 70 % du pétrole russe exporté par voie maritime l'est à bord de ces navires.

## Historique
Après l'interdiction des importations de pétrole brut et de produits pétroliers raffinés en provenance de Russie en juin 2022 et du plafonnement des prix du pétrole russe, la Russie parvient à contourner les sanctions internationales avec une flotte fantôme évaluée à environ 600 navires,.
Pour lutter contre ces contournements :
En avril 2022, une interdiction de l'accès aux ports de l'UE pour tous les navires russes
En juin 2024, une interdiction de fourniture de services est prise contre les navires contribuant à la guerre menée par la Russie
En décembre 2024, une interdiction d'accès aux ports de l'UE et de fourniture de services liés au transport maritime, est prise contre 52 navires.
En janvier 2025, une nouvelle série de sanctions est mise en place, visant principalement Gazprom et Surgutneftegas, ainsi que près de 200 navires pétroliers et méthaniers opérant depuis la Russie et présentés comme faisant partie de la « flotte fantôme »,,,. Mi-mai 2025, ces navires sont la cible principale du 17e paquet de sanctions adopté contre la Russie par les ambassadeurs des 27 États membres de l'Union européenne. Près de 200 nouveaux pétroliers non immatriculés et une trentaine d'entités suspectées d'avoir aidé Moscou à échapper aux sanctions en vigueur sont concernés. Un rapport de l'École d'économie de Kiev, estime à 430 le nombre de ces navires naviguant sans assurances occidentales et avec des équipages peu expérimentés, essentiellement en mer Baltique. Des sanctions plus sévères sont prévues si Moscou n'accepte pas le cessez-le-feu d'un mois approuvé par l'Ukraine et ses alliés.
Jusqu'en juillet 2025, 6 explosions mystérieuses ont touché ces pétroliers au large de la Libye, de l'Italie, de la Turquie et à Oust-Louga en Russie.

## Composition
Parmi cette flotte fantôme russe, on peut citer « Sun Ship Management », une compagnie maritime enregistrée à Dubaï, aux Émirats arabes unis, dont la société mère est PAO Sovcomflot qui a transféré 92 navires, en avril 2022, à SUN afin de contourner les sanctions européennes et internationales. Elle fait l'objet de sanctions américaines en mai 2023.
Un certain nombre de compagnies maritimes enregistrées à Dubaï, aux Émirats arabes unis, sont sanctionnées par les États-Unis en décembre 2023 :
- « Hennesea Shipping Co Ltd », dont la société mère est PAO Sovcomflot, qui a transféré une vingtaine de navires battant désormais pavillon du Liberia[14] ;
- « Oil Tankers (SCF) Management », dont la société mère est PAO Sovcomflot, qui a transféré 61 pétroliers[15] ;
- « K&O Ship Management », avec 4 navires battant désormais pavillon du Panama[15] ;
- « Radiating World Shipping Services LLC »[15] et « Star Voyages Shipping Services L.L.C », qui comprennent, à elle deux, 17 tankers (9 Aframax, 3 Suezmax et 5 pétroliers) battant pavillon des Îles Cook[15].

Peuvent également être cités :
- En janvier 2025, le pétrolier Eventin (de) , sous pavillon panaméen, a quitté le port russe d'Oust-Louga à destination de l'Égypte. Le navire a perdu de la puissance moteur et a dérivé dans les eaux allemandes de la mer Baltique quelques jours plus tard[16],[17]. Il a été inscrit sur une liste de navires sanctionnés par l'Union européenne en février. Après avoir déterminé que l'Eventin transportait quelque 100 000 tonnes de pétrole brut sanctionné en provenance de Russie, les douanes allemandes ont saisi le navire et confisqué la cargaison en mars 2025, transférant la propriété du navire et de sa cargaison à l'État allemand[18],[19].
- Le pétrolier Eagle S (en) immatriculé aux îles Cook et exploité par une société basée aux Émirats arabes unis, soupçonné d'avoir coupé volontairement le câble d'alimentation sous-marin (en) Estlink 2 entre la Finlande et l'Estonie[20].
- Le méthanier Christophe de Margerie[21],[22]
- Les pétroliers MV Volgoneft-212 (en) et le MV Volgoneft-239 (en) de la série Volgoneft (en) responsables de la marée noire du détroit de Kertch en décembre 2024.
- Le 6 juillet 2025, le pétrolier Eco Wizard, battant pavillon libérien, est frappé par deux explosions dans le port d'Oust-Louga, en Russie[11].